# Diverticolo epifrenico
Il  diverticolo epifrenico  è una tipologia di diverticolo esofageo da pulsione che compare vicino al diaframma, alla fine dell'esofago toracico.

## Eziologia
L'anomalia è dovuta ad una discinesia che può essere di forma primitiva o secondaria.

## Clinica
I sintomi e i segni clinici mostrano pirosi, dispepsia, singhiozzo, rigurgito, dolore, presenza di aritmie e disfagia

## Esami
Gli esami più utilizzati per la diagnosi sono:
- Radiografia esofagea
- Endoscopia
- Manometria esofagea

## Trattamento
Il trattamento per le forme lievi tende soltanto alla somministrazione di una dieta più equilibrata, in cui si tende a calmare, attraverso l'azione sui fattori, il diverticolo. Nei casi più gravi si rende necessario un intervento chirurgico di resezione attraverso la chirurgia laparoscopica. Per evitare nuove insorgenze si opera anche con esofagomiotomia.

## Prognosi
Ottima se i sintomi sono di bassa intensità.